# Norge i olympiska vinterspelen 1972
Norge i olympiska vinterspelen 1972.

## Medaljer

### Guld
- Skidskytte
  - Herrarnas 20 km: Magnar Solberg

- Längdskidåkning
  - Herrarnas 50 km: Pål Tyldum

### Silver
- Hastighetsåkning på skridskor
  - Herrarnas 1500 m: Roar Grønvold
  - Herrarnas 5000 m: Roar Grønvold

- Längdskidåkning
  - Herrarnas 30 km: Pål Tyldum
  - Herrarnas 50 km: Magne Myrmo
  - Herrarnas 4x10 km stafett: Oddvar Brå, Pål Tyldum, Ivar Formo och Johs Harviken

### Brons
- Hastighetsåkning på skridskor
  - Herrarnas 5000 m: Sten Stensen
  - Herrarnas 10 000 m: Sten Stensen

- Längdskidåkning
  - Herrarnas 15 km: Ivar Formo
  - Herrarnas 30 km: Johs Harviken
  - Damernas 3x5 km stafett: Inger Aufles, Aslaug Dahl och Berit Mørdre Lammedal